# První bitva u Breitenfeldu
Bitva u Breitenfeldu se odehrála 17. září 1631 několik kilometrů severně od Lipska. Na jedné straně stála vojska Katolické ligy pod velením Jana Tserclaese Tillyho, na straně druhé vojska švédská, saská a německých protestantů pod velením švédského krále Gustava II. Adolfa. Bitva skončila drtivou porážkou vojsk Katolické ligy.
Tato bitva se stala důležitým mezníkem třicetileté války. Byla svedena na jedné straně protřelým vojevůdcem Tillym, který se zúčastnil od svého mládí spousty válečných konfliktů po celé Evropě. Jako mladík bojoval ve španělské armádě proti nizozemským povstalcům, zúčastnil se bojů proti Turkům v Uhrách a Sedmihradsku a v neposlední řadě stál v čele císařské armády na Bílé hoře. Na straně druhé stál úspěšný vojevůdce a strůjce nového způsobu válčení, švédský král Gustav II. Adolf.
Dne 17. září 1631 nastoupilo 36 000 katolických vojáků Tillyho tvořených převážnou většinou žoldnéřů najatých ze všech koutů Evropy proti 26 000 většinou švédských odvedenců a 16 000 saských vojáků pod velením saského kurfiřta Jana Jiřího.

## Složení armád
V 17. století se pozemní vojska skládala ze tří složek – pěchoty, jízdy a dělostřelectva. Pěchota se dále dala rozdělit na lehkou a těžkou, kdy lehká využívala střelné zbraně a těžká chladné zbraně pro přímý kontakt s nepřítelem. Toto rozdělení začalo s příchodem lehkých palných zbraní mizet, kdy ke konci sedmnáctého století úplně vymizela těžká pěchota využívající pouze chladné zbraně.
V bitvě u Breitenfeldu stály na obou stranách jednotky vyzbrojené puškami s doutnákovým zámkem. Jednalo se o těžké zbraně s kadencí střelby okolo jedné rány za minutu. Kvůli nedostatku ochrany mušketýrů se v poli nacházel i druhý typ jednotek - pikenýři. Ti používali 5 - 5.5 metru dlouhé píky a nosili zbroj, nejčastěji pěchotní kyrys.
Pěchota katolické ligy byla organizována do upravených španělských tercios - čtverců těžké pěchoty s rohy doplněnými o mušketýry. Jednalo se vysoce defenzivní formaci, která byla schopná odolat skoro jakémukoli útoku jízdy, ale výměnou jednotka ztratila pohyblivost a část střelců nebyla schopná pálit. Kvůli těmto problémům byla na křídlech rozestavěná jízda, na levém pod vedením Pappenheima a na pravém pod vedením Fürstenberga.
Oproti tomu Gustav Adolf nasadil své muže v brigádách - šest řad mušketýrů následovaných pěti řadami pikenýrů. Jednalo se spíše o útočnou formaci, která se bránila kontinuální palbou z mušket. Její nevýhodou byly odhalené boky, zároveň však mohla mnohem snáze manévrovat a koordinovat s jízdou, popřípadě i uvolnit pikenýry k samostatnému útoku.
Katolická jízda se skládala ze dvou typů, těžké jízdy - kyrysníků, pojmenovaných podle své zbroje, ozbrojených meči, respektive šavlemi a jízdními pistolemi. Zadruhé pak z arkebuzírů, lehké jízdy ozbrojené lehkými puškami. Tito byli určeni k podpoře kyrysníků, popřípadě k samostatným činnostem, jako k přestřelkám, výzvědným akcím či jiným nezávislým operacím.
Švédská jízda měla nevýhodu v nedostatku vybavení, vyjma několika jednotek německých žoldnéřů používali málo šlechtěné koně ze severských zemí. Kromě toho byla až moc často i v početní nevýhodě. Z důvodu těchto nedostatků nasadil Gustav Adolf oddělené skupiny mušketýrů jako střeleckou podporu jízdy, což se ukázalo jako extrémně efektivní.
Dělostřelectvo v této době ještě nevyužívalo explozivní střely. Normálně bylo využíváno během obléhání, v případě polní bitvy ztrácelo na účinnosti. Proti živým cílů se používala strategie, kdy se měla střela po dopadu na zem odrazit a teprve poté vletět do nepřátelské armády a tak napáchat co největší škody. Tímto způsobem se dosahovalo vyšší účinnosti než přímou palbou.
Švédové měli k dispozici unifikovanější dělostřelectvo, včetně tříliberních kanónů přidělených pěchotě. Ty byly sice mnohem slabší než obléhací děla, ale v poli byla výrazně nebezpečnější - rychlejší, manévrovatelnější a bohatě stačila na likvidaci živých cílů.
Obě strany měly přibližně stejně pokročilé technologie, vyjma kvalitnějšího švédského dělostřelectva. Obě strany byly dobře zásobeny a terén nedával žádné ze stran rozhodující výhodu. Hlavní rozdíl byl v uspořádání hlavních složek armád - pěchoty.

## Bitva

### Zahájení

Dobové znázornění bitvy u Breitenfeldu

Samotná bitva začala okolo poledního a trvala přibližně 6 hodin. Po dvouhodinové přestřelce artilerie, kdy na jednu císařskou salvu připadalo tři až pět salv ze švédské strany, zaútočila těžká jízda ligy pod velením Pappenheima na švédské pravé křídlo. Tento útok měl malý efekt a kombinovaná obrana pěchoty, která poprvé v historii použila techniku palby v salvách, a jízdy umožnila protestantům útok zastavit a dokonce vést protiútok, který vedla jízda pod velením Johana Banéra, který donutil Pappenheima ustoupit 15 mil severozápadně k Halle.
Císařská pěchota zůstala stabilní, ale druhému křídlu jízdy se podařilo donutit Sasy k ústupu směrem na Eilenburg. Pappenheimův útok není dnes plně vysvětlen, zdali se pokusil o dvojité obklíčení, nebo zda se jednalo o předem připravený a domluvený plán. Každopádně generál Tilly rozpoznal příležitost na svém pravém křídle a vyslal velkou část své pěchoty proti Sasům. Ti byli rozdrceni a císařské oddíly se nyní chystaly zaútočit na Švédy. Zde se ovšem projevila nevýhoda tercios. Než se stihli obrátit a zaútočit, maršál Gustav Horn velící švédskému levému křídlu přesunul svoje zálohy a zaútočil na rozhárané šiky vojáků ligy.

### Zničení císařské armády

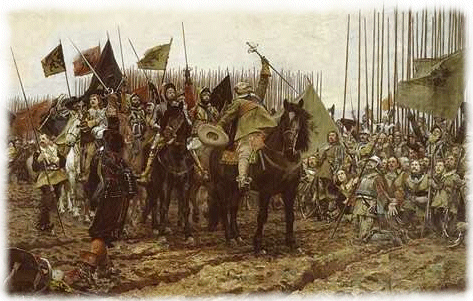
Slavící švédský král Gustav II. Adolf po vítězství u Breitenfeldu.

V tuto chvíli Gustav Adolf nařídil Banérovi, aby zaútočil na bývalý císařský střed a ukořistil jejich artilerii. Zároveň s tím vedl střed a pravé křídlo do útoku po diagonále, aby se jeho linie vyrovnala s levým křídlem. Jízdního útoku se pak sám zúčastnil. Následně Švédové spustili palbu z ukořistěných děl ligy, na velice nízkou vzdálenost. V tuto chvíli, pod dvojí dělostřeleckou palbou a pod přímým útokem ze tří stran (centrální pěchota, Hornovo levé křídlo a Banérova jízda) bylo jen otázkou času, kdy se Tillyho armáda zhroutí. Po několika hodinách se tak skutečně stalo. Tilly i Pappenheim byli oba zraněni, ale dokázali prchnout z bojiště směrem ke městu Halle.

### Následky bitvy
Nečekaná porážka u Breitenfeldu znamenala pro císařskou armádu velkou ztrátu. V posledním stadiu bitvy ztratila liga většinu své armády a ta musela nyní být postavena znovu od základů. Na rozdíl od nich Švédská armáda byla nyní větší než kdy dříve, protože váhající německé protestantské státy spatřily v dříve pochybném zapojení Švédů svou naději na poražení Katolické ligy a nebylo již pro Adolfa Gustava těžké je získat na svou stranu. Dalším důležitým ziskem pro Švédy bylo také potvrzení funkčnosti vojenských strategií a reforem, které zavedl Gustav Adolf.